# 国鉄ナエ9900形・オエ9920形客車
国鉄ナエ9900形・オエ9920客車は、かつて日本国有鉄道（国鉄）に在籍した事業用客車（救援車）である。
1953年（昭和28年）6月1日に施行された車両称号規程改正（改番）によって創設された形式で、3軸ボギー台車を有する救援車のうち、制式によらない木製のものが重量によって、ナエ9900形またはオエ9920形のいずれかに分類された。
ナエ9900形の旧形式はナヤ9930形およびナヤ9990形で、いずれも1928年（昭和3年）に施行された車両称号規程改正以降に木製雑形ボギー車の改造によって誕生した形式である。
9990形は10両、9930形は1両が製作されたが、1953年の改番時点では9990形のうち7両と9930形1両が残り、改番により8両が本形式となった。そのうち2両が旧山陽鉄道、3両が旧官設鉄道、3両が旧日本鉄道の客車である。ただし、山陽鉄道系のナヤ9990→ナエ9900の実車は2軸ボギー車に振り替えられて、同じく山陽鉄道系のナヤ9992→ナエ9901も2軸ボギー車に振り替えられたか、あるいは2軸ボギー車に改造されている。また、日本鉄道系の3両は落成したのは同社の国有化後だが、日本鉄道式の番号を割り当てられ、設計も日本鉄道に準じている。
オエ9920形の旧形式はナヤ9910形およびオヤ9920形で、ナヤ9910は元々1928年の称号規定改正に伴い、職用車のナヤ9015を改番したものだが、その後救援車に改造されたものである。後に9911, 9912の2両が加わった。一方オヤ9920は終戦後に木製雑形ボギー車の改造により誕生した形式で9920, 9921の2両が存在するが、うち9920は実車は1947年に廃車となったオハ34 45に振り替えられたものであったため、1953年の称号規定改正により制式鋼製2軸ボギー車の形式・番号を与えられ、スエ30 1となった。結果として、改番により4両が本形式となった。

## 新旧番号対照
- ナエ9900 ← ナヤ9990 ← ナユ9250 山陽鉄道系 実車は2軸ボギー車に振替
- ナエ9901 ← ナヤ9992 ← ナニ9503 山陽鉄道系 実車は2軸ボギー車に振替？
- ナエ9902 ← ナヤ9994 ← オニ9653 官設鉄道系
- ナエ9903 ← ナヤ9996 ← オニ9600 官設鉄道系
- ナエ9904 ← ナヤ9997 ← スニ9753 官設鉄道系
- ナエ9905 ← ナヤ9998 ← ナユニ9402 日本鉄道系
- ナエ9906 ← ナヤ9999 ← ナユニ9403 日本鉄道系
- ナエ9907 ← ナヤ9930 ← ナユニ9401 日本鉄道系

- オエ9920 ← ナヤ9910 （救援車改造） ← ナヤ9910 ← ナヤ9015 官設鉄道系
- オエ9921 ← ナヤ9911 ← 1928年改番 オハフ8904 官設鉄道系
- オエ9922 ← ナヤ9912 ← 1928年改番 オハフ8906 官設鉄道系
- オエ9923 ← オヤ9921 ← 1928年改番 スニ9652 官設鉄道系

以下参考
- スエ30 1 ← オヤ9920 ← スニ9755 オヤ9920改造時点で実車はオハ34 45 に振替